# Смольников, Пётр Александрович
Пётр Александрович Смольников (? — ?) — советский футболист, вратарь.
Годы жизни Смольникова неизвестны. В 1936—1938 годах он выступал за команду «Красное Знамя» Ногинск, игравшую в Кубке СССР. В розыгрыше 1936 года команда со Смольниковым в воротах дошла до полуфинала, где уступила «Динамо» Тбилиси 1:5. На пути к этому достижению «Красное Знамя» сыграло три матча на «ноль» (ещё дважды соперники не являлись на матч). Были обыграны команды «Угольщики» Сталино (1/32, 3:0), «Красное знамя» Егорьевск (1/16, 4:0) и «Динамо» Ленинград (1/4, 1:0).
В 1937 году Смольников провёл три игры. В 1/32 финала был обыгран минский «Спартак» 3:0. В 1/16 финала матч с московским «Спартаком» продолжался 135 минут и завершился вничью 1:1, а в переигровке «Красное Знамя» уступило 0:5.
В зональном турнире 1938 года «Красное Знамя» провело два матча. В матче с одноклубниками из Павловского Посада (4:0) состав команды неизвестен, а финальный матч со Смольниковым в воротах с «Трудом» Красная Поляна завершился 5:2. В 1/32 финала матч с ленинградским «Сталинцем» (1:1) вновь продолжался 135 минут, в переигровке «Красное Знамя» уступило 3:4; Смольников провёл оба матча.
Таким образом Смольников за три года сыграл минимум 10 матчей. Четырежды сыграл на «ноль», дважды пропускал по пять мячей, один раз — четыре, всего — 18.